# V709 Андромеды
V709 Андромеды (лат. V709 Andromedae) — одиночная переменная звезда в созвездии Андромеды на расстоянии (вычисленном из значения параллакса) приблизительно 6104 световых лет (около 1872 парсеков) от Солнца. Видимая звёздная величина звезды — от +12,61m до +12,05m.

## Характеристики
V709 Андромеды — красная пульсирующая полуправильная переменная звезда (SR) спектрального класса M. Эффективная температура — около 3290 K.